# Accords de Saint-Jean-de-Maurienne
 (octobre 2008).
Si vous disposez d'ouvrages ou d'articles de référence ou si vous connaissez des sites web de qualité traitant du thème abordé ici, merci de compléter l'article en donnant les références utiles à sa vérifiabilité et en les liant à la section « Notes et références ».
Les accords de Saint-Jean-de-Maurienne sont des accords internationaux conclus entre la France, l’Italie et le Royaume-Uni le 26 avril 1917 et ratifiés entre le 18 août et le 26 septembre 1917.
Ils avaient été élaborés par le ministre italien des Affaires étrangères, Sidney Sonnino, comme étant une tentative d’accord entérinant les intérêts italiens au Proche-Orient. Ils ont été principalement négociés et signés par le baron Sonnino, aux côtés des premiers ministres italien, britannique et français. La Russie n’est pas représentée lors de cet accord, le régime tsariste étant alors au bord de l’effondrement (voir Révolution russe).
L’accord est rendu nécessaire pour les alliés afin de sécuriser la position des forces italiennes au Proche-Orient. Le but en est de compenser la défection des armées tsaristes sur le théâtre d'opérations du Proche-Orient, où les troupes tsaristes se désengagent de la campagne du Caucase, même si elles sont partiellement remplacées par les forces de ce qui allait devenir la république démocratique d'Arménie.

## 1913-1915: l'entrée de l'Italie dans la guerre
Au début de la Première Guerre mondiale, en dépit des premières ouvertures vers les empires centraux, l'Italie garde des contacts étroits avec les puissances de l'Entente, espérant monnayer son soutien au plus haut prix possible en termes d'expansion territoriale. Les deux espaces dans lesquels l'Italie entend augmenter son influence sont l'Adriatique et l'Asie Mineure. Un député français, nommé Charles Benoist, est envoyé en janvier 1915 sonder les ambitions italiennes et finit par être reçu par le ministre des Colonies italien en février, qui lui fait part du désir italien de s'établir en Lycie et en Cilicie. Le déclenchement de l'offensive des Dardanelles perçu comme un possible coup de grâce à l'Empire ottoman précipite les événements et pousse les Italiens à intensifier les négociations. Les revendications péninsulaires sur la Cilicie inquiètent les Français dont le projet de prise en main de la Grande Syrie (Syrie, Liban, Jordanie, Palestine) est déjà prévu.
Le 26 avril 1915, les représentants du Royaume-Uni, de la France, de la Russie et de l’Italie se rencontrent à Londres (pacte de Londres) afin de signer un accord consacrant l’entrée en guerre du royaume d’Italie aux côtés de la Triple-Entente. Néanmoins, le pacte de Londres laisse de côté les prétentions italiennes sur le Proche-Orient, sans les préciser. Le pacte de Londres stipule en outre, qu’en cas de partition de l’Empire ottoman, l’Italie doit recevoir une « juste part » de la région d’Adana. La délimitation des frontières de cette occupation est repoussée à plus tard.

## Avril 1917: négociations en Savoie

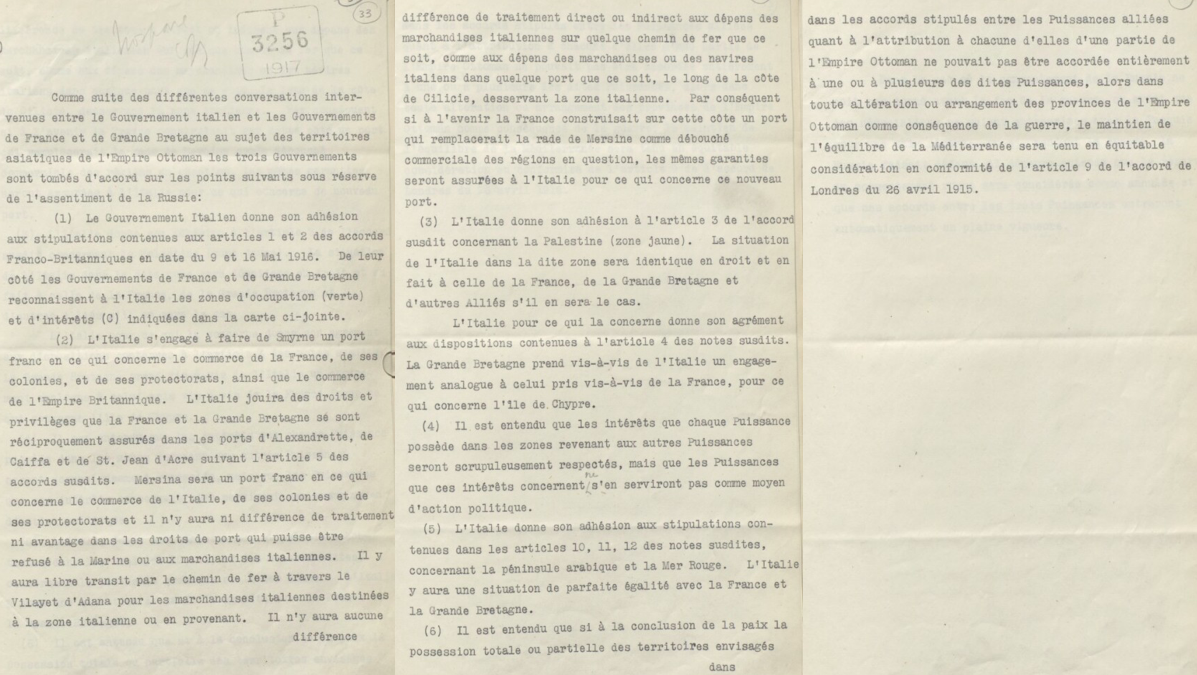
Accord de Saint-Jean-de-Maurienne ; version ratifiée entre les Alliés, sous réserve du consentement de la Russie (qui ne fut jamais obtenu), en août 1917.

En janvier 1917, une conférence interalliée se déroule à Rome, durant laquelle Aristide Briand se déclare favorable aux ambitions italiennes. Néanmoins, depuis 1916, la question de la satisfaction des buts de guerre italiens devient de plus en plus délicate au vu des ouvertures de paix de Charles Ier d'Autriche, proposant une paix séparée pour sortir la double monarchie du conflit. En effet, les principales revendications italiennes concernent la côte dalmate, possessions autrichiennes. La tentation est forte chez les alliés de signer un accord avec les Habsbourg, ce qui pousse à renégocier et clarifier les promesses déjà faites à l'Italie.

Le 19 avril 1917 se rencontrent à Saint-Jean-de-Maurienne Lloyd George, Paolo Boselli, Sidney Sonnino ainsi qu'Alexandre Ribot (alors président du Conseil) pour des entretiens "aussi froids que la neige qui couvrait le sol". Dans un courrier du 21 avril adressé à Maurice Paléologue, ambassadeur de France à Saint-Pétersbourg, ce dernier déclare : 
"En ce qui concerne l'Asie Mineure, il a été entendu que la zone italienne commencerait à un point à déterminer à l'Ouest de Mersine. M. Sonnino a demandé que le vilayet de Smyrne dans son entier fût compris dans cette zone et nous nous sommes engagés, M. Llyod et moi-même, à soumettre cette demande à nos gouvernements respectifs. D'autre part, il a été convenu que si à l'époque de la paix, les territoires visés par nos accords avec la Grande-Bretagne l'Italie et la Russie ne pouvaient être attribués dans leur entier à une ou plusieurs des puissances alliées, les intérêts de ces puissances seraient de nouveau pris équitablement en considération". 
Dans le même courrier Alexandre Ribot charge Paléologue de transmettre le premier jet des accords aux autorités russes et précisément à Pavel Milioukov, ministre des Affaires étrangères russes.

## Contenu des accords: 8 août 1917

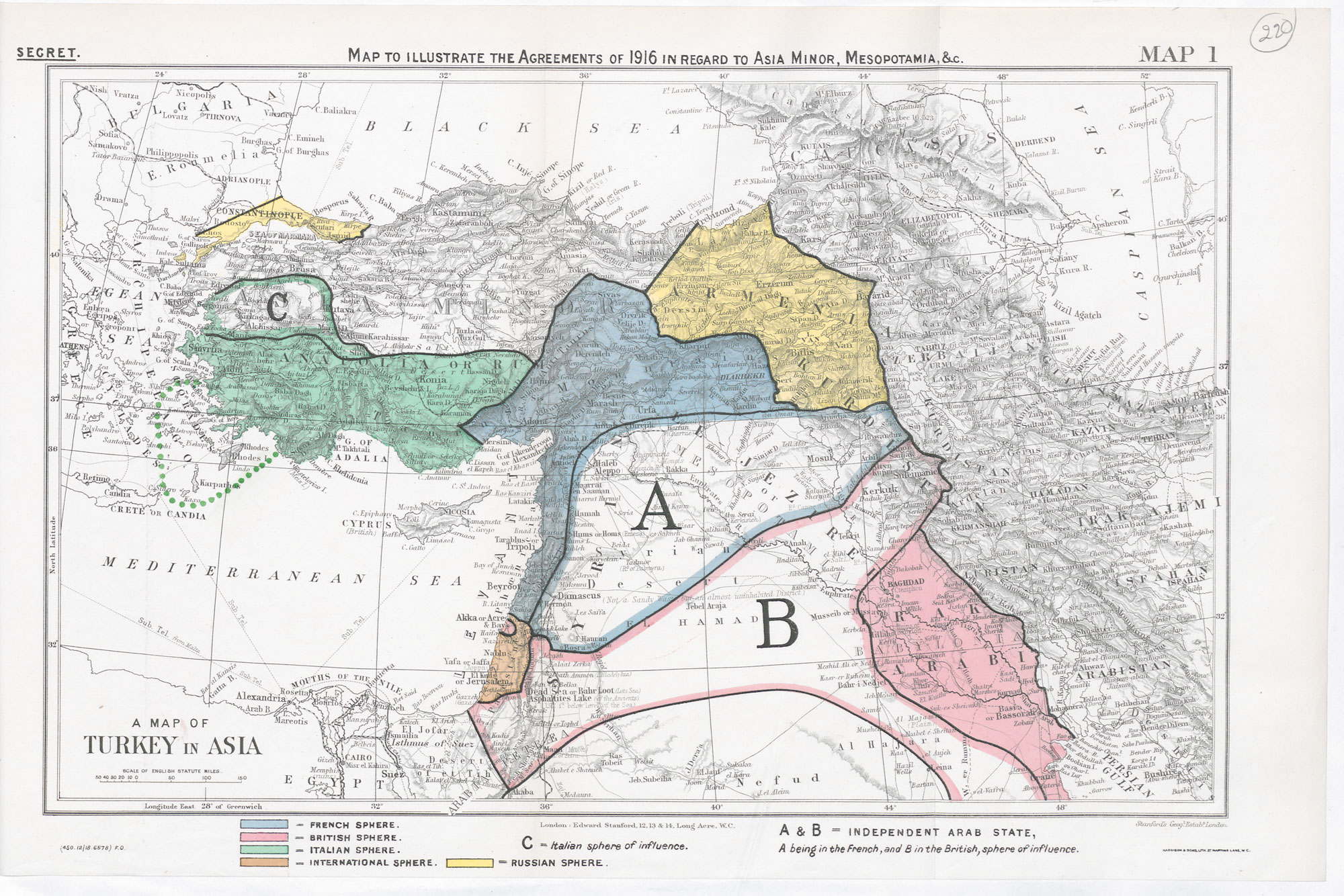
Carte du découpage de l'Empire ottoman suivant les accords Sykes-Picot et de Saint-Jean-de-Maurienne.

Le texte des accords tient en 9 points et se voit finaliser le 8 août 1917 :
1. L'Italie valide les principaux points (Article 1 et 2) des Accords Sykes-Picot (négociés sans sa participation). En contrepartie l'Italie obtient une "zone verte" (administration directe) et une "zone C"[7] (administration indirecte) (analogue aux "zones rouges" et "bleues", "A" et "B" des accords franco-britanniques de 1916)[8]. Ces zones combinées correspondent au quart Sud-Ouest de l'Anatolie.
2. L'Italie s'engage à faire de Smyrne (incluse dans sa zone C) un "Port franc" ouvert aux intérêts français et britanniques. Symétriquement l'Italie jouit d'un régime favorable dans les ports d'Alexandrette, Caïffa, et Saint-Jean-d'Acre. Mersin (en zone française) est garantie d'accès aux Italiens, au même titre que la circulation dans le vilayet d'Adana[8].
3. L'Italie obtient un droit de regard sur la gestion des lieux saints en Palestine internationalisée[8].
4. L'Italie adhère aux autres dispositions des accords franco-britanniques sur les ports du Levant (Les Échelles du Levant)[8].
5. L'Italie accepte le régime douanier des zones bleues, rouges, A et B[8].
6. Les puissances contractantes s'interdisent de défavoriser les intérêts économiques réciproques dans leurs zones d'influence[8].
7. L'Italie obtient les mêmes garanties de navigation en mer Rouge que la France et le Royaume-Uni[8].
8. Toute altération des stipulations en cas d'impossibilité de partage équitable doit être résolue sur la base du pacte de Londres de 1915[8].
9. Les présents accords sont transmis aux autorités russes pour qu'ils produisent leurs observations[8].

L'original des accords se trouve aux Archives diplomatiques de la Courneuve. (A.E A-Paix Volume 182. Folio 134-136).

## Application compromise lors de la conférence de la Paix de Paris (janvier-juin 1919).
Le 1er décembre 1918 est proclamé la naissance du royaume des Serbes, Croates et Slovènes (future Yougoslavie), sans que les Alliés manifestent leur opposition. Cet acte contrarie profondément les autorités italiennes, projetant une annexion de la côte Dalmate. De fait, une partie des revendications du pacte de Londres semblent désormais impossible à satisfaire. Les questions orientales doivent être définitivement réglées à la conférence de la paix de Paris.
Le premier ministre grec, Eleuthérios Venizélos, est invité le 3 février 1919 à produire ses observations devant le Conseil des Quatre. Outre ses autres revendications (incluant le Dodécanèse, Chypre, Rhodes), il introduit, le 4 février, une première demande de rattachement de Smyrne et de son arrière pays (peuplé à l'époque d'une forte minorité hellénophone et orthodoxe ) à l'État grec. En dépit de l’opposition italienne, le Conseil des Quatre valide ses prétentions, entérinant l'abandon d'une partie des accords de 1917. Le départ précipité d'Orlando le 14 février vers l'Italie pour résoudre une grave crise politique amoindrit encore davantage l'audience de l'Italie à la conférence, même si Sydney Sonnino reste présent à Paris. Les représentants italiens ont eu beaucoup de mal à faire valoir leur intérêts lors de la conférence, notamment à cause de l'hostilité de Woodrow Wilson à l'égard des traités secrets (auquel les États-Unis n'ont pas pris part) et qu'il perçoit comme une violation du droit des peuples à disposer d'eux-mêmes. Le 6 mai 1919, Wilson, Clemenceau et Lloyd donnent officiellement leur accord pour un débarquement grec à Smyrne, qui devient effectif le 15. Entre-temps le 13 mai, les représentants italiens finissent par accepter un compromis : l'Italie renonce à Smyrne et à la totalité de sa "zone verte" d'administration directe au profit d'une zone d'influence (administration indirecte) correspondant à l'Anatolie méridionale. Ces dispositions sont codifiées dans le traité de Sèvres, le 10 août 1919. Les victoires de Mustapha Kemal face aux Français (guerre de Cilicie) et aux Grecs (guerre gréco-turque) amènent de facto l'abandon des revendications italiennes. L'Italie conserve toutefois le Dodécanèse qu'elle occupait depuis 1912.